# Пирораптор
Пирораптор (лат. Pyroraptor) — род динозавров из отряда ящеротазовых, подотряда тероподов, семейства дромеозаврид. Жил в Западной Европе в конце мелового периода, 70 млн лет назад.
В семействе дромеозаврид занимает неопределённое положение, что связано с неполнотой обнаруженных ископаемых остатков.

## История открытия
Род представлен одним видом — Pyroraptor olympius Allain & Taquet, 2000. Известен по единственному экземпляру, найденному в 1992 году на юге Франции, в Провансе в верхнемеловых отложениях, приуроченных к концу кампана — началу маастрихта. Были обнаружены немногочисленные фрагменты скелета этого животного: окаменелые зубы, несколько позвонков, когти и отдельные кости задних и передних конечностей.

## Описание
Характерный, серповидной формы коготь длиной 6,5 см свидетельствует о принадлежности этого ящера к дромеозавридам — быстро бегавшим птицеподобным хищникам. По разным оценкам его длина составляла 1,6—1,8 метров, высота в «холке» — 0,6 м, вес мог достигать 30 килограммов. Серповидные когти, расположенные на вторых пальцах ног, вероятно, служили оружием. Возможно, тело животного было покрыто перьями, как это предполагается и для некоторых других представителей его семейства, таких как микрораптор, синорнитозавр или велоцирапторов.

## Временная диаграмма
| Докембрий       | Кембрий | Ордовик | Силур | Девон | Карбон | Пермь | Триас | Юра | Мел | Палеоген | Нг | Чт |
| ◄               | 539     | 487     | 443   | 420   | 359    | 299   | 252   | 201 | 143 | 66       | 23 | 2  |
| ◄ млн лет назад |         |         |       |       |        |       |       |     |     |          |    |    |